# Distrikt Oxapampa
Der Distrikt Oxapampa liegt in der Provinz Oxapampa in der Verwaltungsregion Pasco in Peru. Der Distrikt wurde am 14. Mai 1876 gegründet. Er erstreckt sich über eine Fläche von 412 km². Beim Zensus 2017 wurden 16.565 Einwohner gezählt. Im Jahr 1993 lag die Einwohnerzahl bei 12.826, im Jahr 2007 bei 14.190. Sitz der Distriktverwaltung ist die Provinzhauptstadt Oxapampa.

## Geographische Lage
Der Distrikt Oxapampa liegt an der Ostflanke der peruanischen Zentralkordillere. Der Fluss Río Huancabamba, rechter Quellfluss des Río Pozuzo, durchquert den nördlichen Teil des Distrikts in nördlicher Richtung. Im äußersten Süden des Distrikts fließt der Río Paucartambo nach Südosten. Die Cordillera Yanachaga erstreckt sich entlang der östlichen Distriktgrenze.
Der Distrikt Oxapampa grenzt im Westen an den Distrikt Chontabamba, im Norden an die Distrikte Huancabamba und Palcazú, im Osten an den Distrikt Villa Rica sowie im Süden an die Distrikte San Luis de Shuaro und Chanchamayo (beide in der Provinz Chanchamayo) und Ulcumayo (Provinz Junín).